# Palácio do Governo do Peru

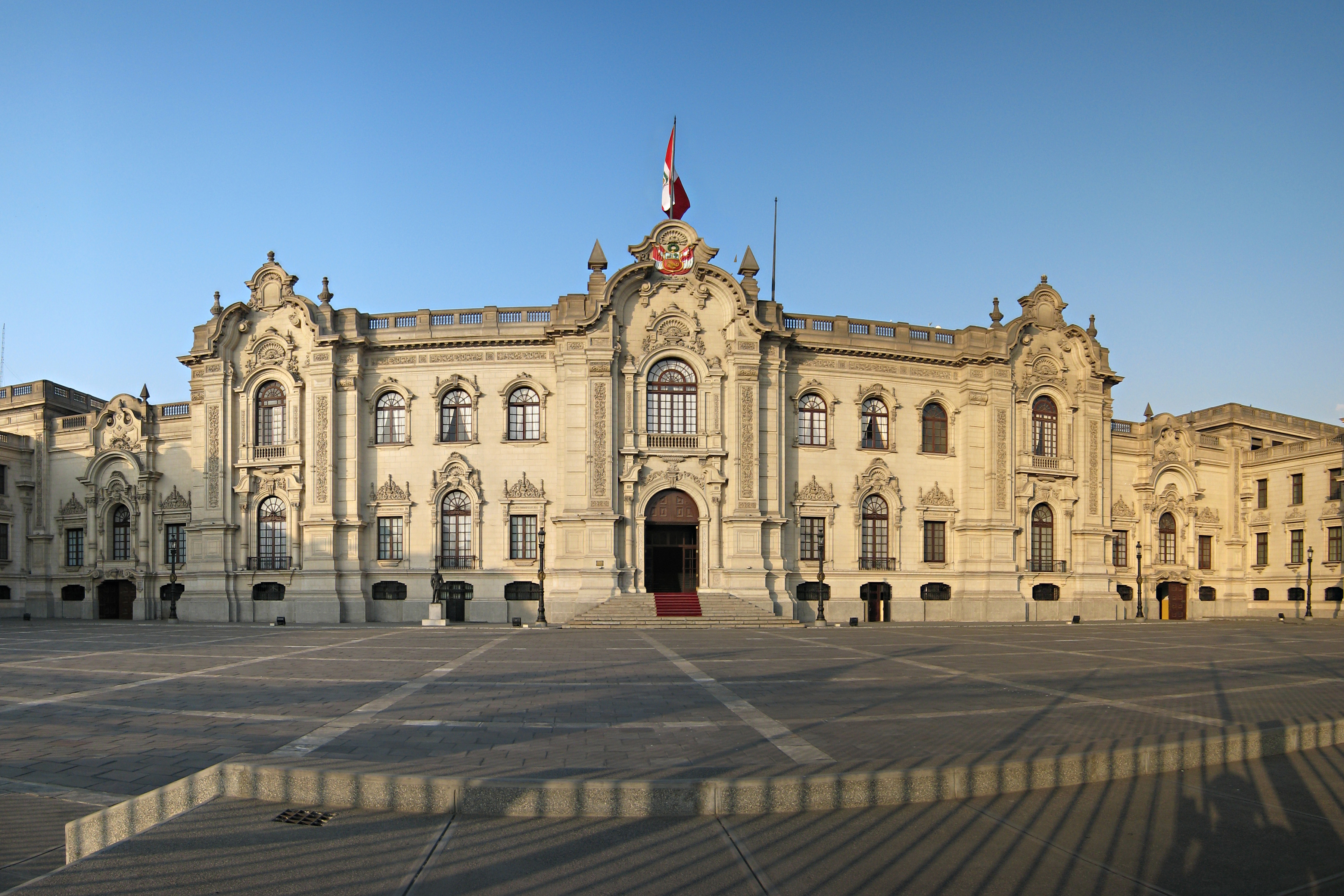
Palácio do Governo, Lima.

O Palácio do Governo do Peru ou Casa de Pizarro (em espanhol: Casa de Gobierno) é a residência oficial do Presidente do Peru e sede do Poder Executivo do país. Está situado em Lima, capital do país, e foi construído em 1937 pelo arquiteto Ricardo de Jaxa Malachowski. O palácio, localizado na Plaza Mayor, permanece como local de imensurável valor histórico para o povo peruano.

## Residência presidencial
Desde 1938 o palácio é residência oficial do Presidente do Peru e de sua família. O atual edifício foi iniciado em 1926, quando o presidente Augusto B. Leguía y Salcedo encomendou o desenho de uma nova sede do governo, tendo em vista que o antigo edifício tinha vários problemas. Em 1929, após o colapso da Bolsa de Nova York e da crise econômica global, a Companhia Fundação parou suas atividades no Peru saindo do prédio inacabado. O presidente Leguia foi deposto em 22 de agosto de 1930 e a construção do palácio do governo paralisada por uma década. Em 1937, o país começa a sair da crise econômica que se instalara em 1930, e o presidente Oscar Benavides encomendou ao arquiteto Ricardo Malachowski a conclusão da construção. O interior foi decorado com pinturas e esculturas de Simón Bolívar e José de San Martín. Na entrada principal há uma enorme figura de Francisco Pizarro, feita por Daniel Hernández.